# Franz Xaver Greil
Franz Xaver Greil (* 24. Februar 1819 in Oberbreitenau; † 14. Dezember 1871 in Passau) war ein deutscher Professor und Reichstagsabgeordneter.
Greil studierte Philosophie in Passau und Theologie in München, von 1845 bis 1855 war er Lehrer an der Lateinschule und am Gymnasium in Passau. 1855 wurde er Professor für Philologie und Geschichte am Königlichen Lyzeum in Passau.
Von 1869 bis 1871 war er Mitglied der bayerischen Kammer der Abgeordneten für die Wahlbezirke Grafenau und Regen. 1871 war er für wenige Monate bis zu seinem Tode für das Zentrum Mitglied des Reichstags für den Wahlkreis Niederbayern 3 (Passau).